# Rumour Has It
Rumour Has It – czwarty singel brytyjskiej piosenkarki Adele z jej drugiego albumu studyjnego zatytułowanego 21. Została napisana przez Adele i Ryana Teddera, wokalistę grupy OneRepublic. Adele wykonała go w programie The Jonathan Ross Show.
„Rumour Has It” jest jazzowo-perkusyjnym utworem, który Adele opisała jako „bluesowo-popowe przytupywanie”. Wyjaśniła, że piosenka nie była inspirowana mediami, tylko dotyczyła jej przyjaciół, którzy czasami wierzyli w plotki o jej zerwaniu z chłopakiem. „Rumour Has It” kontrastuje z inną piosenką napisaną przez Teddera a wyprodukowaną przez Jima Abbissa („Turning Tables”). Utwór promował serial The Lying Game wyprodukowany dla telewizji ABC.

## Notowania
| Notowanie (2011–12)                      | Pozycja na liście |
| ---------------------------------------- | ----------------- |
| Austria (Ö3 Austria Top 40)              | 26                |
| Belgia (Flandria) (Ultratop 50 Singles)  | 46                |
| Belgia (Wallonia) (Ultratop 50 Singles)  | 7                 |
| Brazylia (Billboard Hot 100 Airplay)     | 30                |
| Brazylia (Billboard Hot Pop)             | 8                 |
| Kanada (Billboard Canadian Hot 100)      | 16                |
| Niemcy (Top 100 Singles)                 | 68                |
| Węgry (Rádiós Top 40 játszási lista)     | 36                |
| Włochy (Top 20 Singles)                  | 25                |
| Holandia (Dutch Top 40)                  | 21                |
| Holandia (Single Top 100)                | 52                |
| South Korea (GAON) (International Chart) | 1                 |

## Certyfikaty i sprzedaż
| Kraj                         | Certyfikat         | Sprzedaż   |
| ---------------------------- | ------------------ | ---------- |
| Australia (ARIA)             | złota płyta        | 35 000+    |
| Brazylia (Pro-Música Brasil) | platynowa płyta    | 60 000+    |
| Kanada (MC)                  | platynowa płyta    | 240 000+   |
| Meksyk (AMPROFON)            | złota płyta        | 30 000+    |
| Stany Zjednoczone (RIAA)     | 2x platynowa płyta | 2 000 000+ |
| Wielka Brytania (BPI)        | platynowa płyta    | 600 000+   |
| Włochy (FIMI)                | złota płyta        | 15 000+    |